# Георгієвська (Волховський район)
Георгієвська (рос. Георгиевская) — посёлок ж.д. станции [джерело?] у Волховському районі Ленінградської області Російської Федерації.
Населення становить 0 осіб. Належить до муніципального утворення Колчановське сільське поселення.

## Історія
Згідно із законом № 56-оз від 6 вересня 2004 року належить до муніципального утворення Колчановське сільське поселення.

## Населення
| 1997 | 2007 | 2010 | 2013 | 2017 |
| ---- | ---- | ---- | ---- | ---- |
| 4    | ↘1   | ↘0   | →0   | →0   |